# ラール・バハードゥル・シャーストリー
ラール・バハードゥル・シャーストリー（英語: Lal Bahadur Shastri, ヒンディー語: लालबहादुर शास्त्री、1904年10月4日 - 1966年1月11日）は、インドの政治家。鉄道大臣、内務大臣、インド首相（第2代）などを歴任した。

## 経歴
ウッタル・プラデーシュ州のヴァーラーナシーから7マイルほど離れたムガルサライで生まれる。父親は教師であったが、シャーストリーが1歳半の時に亡くなっている。学生時代にマハトマ・ガンディーの演説に影響を受けて、インドの独立運動に参加していく。独立後はネルー政権で鉄道大臣や内務大臣などを務めた。1964年5月27日にネルーが首相在任中に死去するとグルザーリーラール・ナンダーが首相代理となった。6月9日には、シャーストリーが正式に後継のインド首相に選出された。1966年1月、カシミール地方の領有をめぐって勃発した第二次印パ戦争の和平協議のためにソビエト連邦のタシュケント（現在のウズベキスタンの首都）を訪れた。協議の末、1月10日にはタシュケント宣言が署名されることとなった。しかし、翌日の1月11日にシャーストリーは心臓発作のため急死した。